# 比利時的阿梅德奧王子
阿梅德奥·馬里·約瑟夫·卡爾·菲利普·保拉·馬庫斯·達維亞諾（英語：Amedeo Marie Joseph Carl Pierre Philippe Paola Marcus d'Aviano，1986年2月21日—）是比利时王室成员，王子是前比利時國王阿爾貝二世和王后保拉的長外孫、王位第六繼承人。
他的父亲洛倫茲親王是奥匈帝国末代皇帝卡尔一世的孙子，如使用已被废黜的奥匈帝国皇室头衔，则称为“奧地利-埃斯特大公储”、“摩德纳王储”。

## 個人生活
2014年2月15日皇室宣布阿梅德奥王子和伊麗莎白·羅斯博赫·馮·沃爾肯施泰因（Elisabetta Rosboch von Wolkenstein）訂婚。沃肯斯坦來自意大利的貴族家庭，是王子在紐約的同居女友。他們在同年的7月5日在位於女方家鄉的越台伯河的圣母大殿結婚，比利時皇室成員均有出席婚禮。
2016年，他們夫婦的女兒安娜女大公於布魯塞爾市內聖皮埃爾大學醫院出生，三年後，他們的兒子同樣在布
魯塞爾的聖皮埃爾醫院出生。